# El Toro TV
El Toro TV, anteriormente denominado Intereconomía Televisión, es un canal de televisión español de ideología conservadora propiedad del Grupo Intereconomía que basa su programación en información política, económica, deportiva y social, películas, series y documentales de producción propia y ajena de contenido general, y reportajes de investigación. Fundado en 2005, ha pasado por graves dificultades económicas desde 2013 y el año siguiente dejó de emitir su señal para todo el país. Desde entonces solo se puede ver desde sus licencias de la TDT en abierto en la Comunidad de Madrid con 4 licencias: Móstoles, Fuenlabrada, Pozuelo de Alarcón y Madrid (Capital); las Islas Baleares y varias licencias en la Comunidad Valenciana, pero tan solo hay emisión en la actualidad en Castellón y Sagunto. Además, algunas televisiones locales emiten parcialmente programación de El Toro TV[cita requerida] y se puede ver por Internet.
Su tendencia ideológica es, según la autodefinición de la propia compañía, de derechas.

## Historia
La cadena de televisión surgió con la adquisición en mayo de 2005, a Recoletos, de los activos de Expansión TV, emisora que cesó sus transmisiones días antes. La operación se enmarcó dentro de los planes del presidente del grupo, Julio Ariza, de hacer un bloque mediático que aunara otros activos del Grupo Intereconomía como la emisora Radio Intereconomía. A estos se sumaron:
- Intereconomía Business (más tarde Business TV, Inter TV y el canal de teletienda MQT, convirtiéndose en Intereconomía TV al poco tiempo del cierre de la frecuencia donde emitía a nivel nacional).
- El diario La Gaceta.
- Interpop radio, una cadena nacional que combina programación musical y cultural.
- Las publicaciones Alba, Diplomacia y Época que se distribuyen los domingos junto al diario La Gaceta.
- Los portales en Internet Gaceta.es, Negocios.com y Punto Pelota.

La cadena se lanzó en julio de 2005 a través de la misma frecuencia de Expansión TV en la señal de TDT que operaba Veo Televisión, así como las plataformas de televisión de pago donde anteriormente emitía Expansión TV.
Posteriormente, la cesión del contrato de emisión a Veo Televisión en junio de 2007, para dar paso al canal Sony TV en Veo, provocó que Intereconomía Televisión dejara de mantener cobertura nacional hasta que volvió a recuperarla cuando sustituyó al canal Net TV, en marzo de 2008, después de la compra por parte de Intereconomía Corporación del 25% de acciones de la Sociedad Gestora de Televisión Net TV.
El 11 de enero de 2010 nació un nuevo canal del grupo Intereconomía Corporación llamado Intereconomía Business, que agrupa todos los contenidos económicos que emitía Intereconomía Televisión. Este canal, actualmente, es visible en Madrid por TDT y en el resto de España a través de algunas plataformas de televisión de pago. Por su parte, Intereconomía Televisión se transformó en un canal enteramente generalista. Intereconomía Business sustituyó a Tribunal TV. El canal fue renombrado más tarde como Business TV y, tras el cese de su programación en septiembre de 2012, como Inter TV, emitiendo redifusiones de Intereconomía además de teletienda, con el cese de emisiones de Intereconomía TV a nivel nacional, Inter TV empezó a emitir la programación de Intereconomía TV, cambiando el nombre a Intereconomía TV ya que este canal se puede ver en la TDT local de Madrid o Valencia.
Desde enero de 2013, debido a la mala situación económica que estaba atravesando el Grupo Intereconomía desde un tiempo atrás, muchos trabajadores de Intereconomía abandonaron la cadena y, en otros casos, la cadena se vio obligada a prescindir de ellos debido a las deudas que iba arrastrando. Así, Manuel Torreiglesias abandonó la cadena y, como consecuencia, el programa +Vivir dejó de emitirse en febrero. Al mismo tiempo, hubo que cancelar tres de los programas de producción propia que habían iniciado esa temporada: Buenos Días Intereconomía, La Gaceta de la Tarde y De Buen Café. A finales de mes, la cadena se llevó un golpe sorpresa con el abandono de Antonio Jiménez, el presentador de El gato al agua, programa estrella de la cadena. Finalmente, Intereconomía tuvo que alquilar su franja de tarde a Canal Català para no cesar definitivamente sus emisiones.
El 4 de febrero de 2013, debido a su crítica situación económica, Intereconomía presentó el preconcurso de acreedores para no desaparecer del panorama televisivo. Así, la empresa presidida por Julio Ariza tuvo de fecha hasta el mes de junio de 2013, aunque en principio la fecha límite fuera entre abril y mayo, para confeccionar un plan de viabilidad que garantizara su futuro. Durante la primera mitad del año 2013, Intereconomía continuó reduciendo su plantilla y buscó diversas fuentes de financiación para seguir adelante (campañas para pedir donaciones, negociaciones con otros medios de comunicación, préstamos bancarios, la venta de su participación en el accionariado de la Sociedad Gestora de Televisión Net TV, financiación por parte de empresas españolas, fichajes, adelantos de la publicidad anual a las grandes empresas, recurrir al Instituto de Crédito Oficial...). Tras el fracaso de la mayoría de fuentes, la más viable habría sido la venta de su participación en el accionariado de la SGT Net TV.
El 10 de mayo de 2013, el Grupo Intereconomía decidió retirar el recurso presentado contra la fusión entre el Grupo Antena 3 y la Gestora de Inversiones Audiovisuales La Sexta. Esto fue debido a que el grupo presidido por Julio Ariza mantuvo negociaciones con Atresmedia para alcanzar un acuerdo en materia cinematográfica.
Ya en junio, continuando con los retrasos en los pagos de las nóminas y con los impagos, la plantilla de Interecomomía comenzó a recibir cartas de la Seguridad Social en la que se les comunicaba la baja como empleados de Intereconomía Corporación y el alta en una nueva sociedad que desconocían. Esta era la nueva estrategia del Grupo, que consistía en segregar la plantilla en cinco sociedades de nueva creación y todas constituidas de manera unipersonal por Julio Ariza. Además, la cadena dejó de comercializar su publicidad con ROI Media, empezando a vender sus anuncios por su cuenta.
Por otra parte, el Grupo Intereconomía se enfrentó a una mudanza programada para el 18 de julio, ya que Mutua Madrileña no admitía más impagos por el alquiler de la sede. De este modo, los trabajadores tuvieron que abandonar el inmueble del Paseo de la Castellana de Madrid. Así, Intereconomía se quedó sin programación original en verano para trasladarse a su nueva sede en una nave industrial de Leganés, emitiendo reposiciones, productos enlatados y teletienda para acondicionar el inmueble en julio y agosto. No obstante, la operación de traslado a Leganés se frustró y tuvieron que cambiar su destino a contrarreloj hacia los platós de Europroducciones en Ciudad de la Imagen. Por su lado, el área corporativa se ubicó en la calle Fortuny y La Gaceta y Radio Intereconomía se mudaron a la calle Modesto Lafuente (ambas en Madrid).
Continuando con sus problemas económicos, Julio Ariza volvió a realizar una gira por distintas empresas, las cuales conforman el Ibex 35, en busca de una financiación. Además, Vocento exigió a Intereconomía por el alquiler de su plató en la Ciudad de la Imagen seis mensualidades por adelantado y un aval bancario. Del mismo modo, muchos rostros del grupo abandonaron, aunque se continuó fichando directores comerciales.
Con el inicio de la temporada televisiva 2013/2014, Intereconomía preparó en septiembre un nuevo recorte de plantilla, aunque esta vez no en formaba de ERE como en las dos ocasiones anteriores. Esta vez se apelaría a la fórmula de despido procedente alegando baja productividad de los despedidos. No obstante, se fichó a nuevos técnicos desde empresas de trabajo temporal (ETT).
Por otro lado, cobraron fuerza los rumores de que Luis Sans (responsable del grupo) y Álvaro Pérez "El Bigotes" (imputado en el Caso Gürtel) estaban preparando la compra de Intereconomía Televisión. También se rumoreó que Mutua Madrileña se quedaría con las licencias de Intereconomía, ya que se habrían puesto como garantía dichas licencias para el mantenimiento del alquiler de las instalaciones de la Castellana a Mutua Madrileña.
El 3 de octubre de 2013, a pesar de los rumores de cierre, Luis Sans indicó que ese mes sería clave para la supervivencia del grupo y había cercanos a la gestión que incluso no descartaban un cierre al hilo de una probable resolución de Moncloa respecto de las licencias impugnadas por el Tribunal Supremo. Finalmente, el 4 de octubre se despejaron todas las dudas, ya que se confirmó que la crisis de Intereconomía había llevado a la cadena a realizar un profundo lavado de cara que se haría efectivo en las semanas siguientes, cambiando su imagen corporativa, su programación (aunque mantuvo sus programas estrella), sus platós y su denominación por la de Inter TV. Esta etapa se iba a iniciar el 14 de octubre de 2013, pero finalmente no se produjo. Cabe destacar que, para esta etapa, se preparó el despido de 70 personas.
En ese mismo mes, Melchor Miralles tomó el control del canal como director general editorial de Intereconomía. De este modo, estuvo preparando la programación de la cadena para la temporada 2013/2014, que se basaría en dos programas principales: El gato al agua y Punto Pelota. Desde este cargo, Miralles tuvo responsabilidad en la línea informativa de todos los productos de Intereconomía (televisión, radio y La Gaceta).
Aunque los extrabajadores de Intereconomía exigían sus sueldos mientras la empresa incorporaba nueva plantilla, realizadas por ILMAD UE1 SL (propiedad de la madre de Luis Sans), otros programas estrella de la cadena cesaban sus emisiones. Es el caso de Los clones, que dejaron Intereconomía a mediados de octubre de 2013 porque les exigieron recortar los 50.000 euros mensuales que cobraban. Además, decidieron denunciar a Julio Ariza y Luis Sans. Al mismo tiempo, La Gaceta fue embargada por el impago de una indemnización a la productora del programa España en la memoria.
Por su parte, la Seguridad Social, con la que el grupo tenía una deuda de 365.000 euros, envió cartas a sus principales anunciantes para que el pago de las siguientes mensualidades se hiciera en las arcas del Estado, debido al reiterado fraude en el que se había venido incurriendo tras casi un año de impagos a prácticamente toda su plantilla. Paralelamente, extrabajadores denunciaron a Ariza por la vía penal intentando demostrar alzamiento de bienes tras el cambio de titularidad de Intereconomía TV.
Por otro lado, los grandes jefes de Intereconomía también han sido desalojados de la sede de la Fundación Intereconomía en la calle Fortuny. Así, Julio Ariza, Luis Sans, Diego Martínez Perán y Álvaro Pérez "El Bigotes" trasladaron sus despachos a la primera planta de las oficinas de Intereconomía Radio en calle Modesto Lafuente. Se ubicaron junto a los pocos redactores que quedaban de La Gaceta y la productora de televisión de Julio Ariza.
Poco después, Intereconomía negoció la venta de un porcentaje de su participación en El Toro Pictures para obtener liquidez. Asimismo, vendió su participación en el canal 7 Región de Murcia por 10 millones de euros para sufragar sus deudas. Sin embargo, para más inri, muchos anunciantes decidieron abandonar Interecomomía de cara a 2014 para no contagiarse de su mala imagen, a los que Julio Ariza propuso facturar su publicidad a través de sociedades libres de deudas.
A principios de noviembre de 2013, la Asociación de la Prensa de Madrid exigió que el Grupo Intereconomía pagara las nóminas atrasadas. Del mismo modo, Enrique de Diego y Alfonso Arteseros, expresentadores de programas de la cadena, pidieron a Julio Ariza que pagara a sus trabajadores.
Siguiendo con el rumor de la venta de la participación del Grupo Intereconomía en Net TV, diversos portales de Internet anunciaron que Florentino Pérez estaba ultimando con Julio Ariza la compra de su 25% en la Sociedad Gestora de Televisión Net TV como solución para emitir Real Madrid TV y que Intereconomía dispusiera de liquidez. Así, Luis Sans comunicó a sus más cercanos que el acuerdo de la venta de su porcentaje de participación en la SGT Net TV ya estaba cerrado con el Real Madrid. Incluso indicó que el dinero de la venta llegaría al grupo en un máximo de 72 horas y que se pagarían dos nóminas de manera inmediata. No obstante, estas previsiones estaban absolutamente alejadas de la realidad, ya que el club blanco negociaba con otros operadores la concesión de su cadena y había roto las conversaciones con Intereconomía.
Mientras las protestas se intensificaban y se paralizaban las obras del despacho de Julio Ariza en Modesto Lafuente por impagos a los obreros, Intereconomía ingresó una nómina a los trabajadores con sueldos más bajos a través de sociedades "fantasma", es decir, que no eran las empresas en la que los empleados del grupo estaban contratados.
Tras un mes de amenazas con dejar la cadena, el miércoles 4 de diciembre de 2013, Josep Pedrerol fue despedido por Julio Ariza junto a todos los miembros del equipo de Punto Pelota. Junto con él, Carlos Pecker, Jefe de Realización de la casa y creador de gran parte de sus formatos (El gato al agua, Dando Caña, El Telediario de Intereconomía, España en la memoria, Más se perdió en Cuba, De buen café, 12 mujeres sin piedad y 12 hombres sin vergüenza, Bravo y su gente, Café con hielo, etc.), también fue despedido. Para evitar el vacío del programa deportivo, contrató a Carlos García Hirschfeld para asumir la dirección del programa, dando inicio a una nueva temporada que solo duró cinco días debido a la caída de audiencias. Ese mismo mes, Julio Ariza impuso dejó de pagar los sueldos durante meses para poder financiar su empresa.
El lunes 16 de diciembre de 2013, a partir de las 12:00 horas, los trabajadores de Intereconomía impusieron una huelga debido a impagos en su nómina desde inicios de 2012, la cual duró hasta el día 26. Durante esta huelga, debido a los desacuerdos, se causó una ruptura interna en televisión. Al día siguiente del fin de la huelga, el 27 de diciembre, varios portales anunciaron el fin de El gato al agua, Punto Pelota y los informativos de la cadena. Finalmente, una nota de la propia Intereconomía anunció el inicio de su nueva programación para febrero de 2014, incluyendo los programas mencionados en este párrafo, además de anunciar que en enero emitirían Es la mañana de Federico y Queremos opinar, complementados con redifusiones, teletienda y algún documental.
En plenas fiestas navideñas, Intereconomía anunció que presentaría dos EREs: uno para cerrar La Gaceta y otro en el canal de televisión. Además, esa misma semana, Melchor Miralles abandonó Intereconomía.
Al comienzo del año 2014, el grupo publicó en una nota de prensa que ultimaba una nueva oferta de programación a partir del febrero, en el que volverían tanto El gato al agua como Punto Pelota. En enero, la parrilla se compondría de una "cuidada selección de enlatados". Sin embargo, no se cumplió esta promesa, aunque El gato al agua volvió en febrero, programa desde el cual se pidió dinero a los espectadores sin éxito.
A pesar de todas las dificultades, el Grupo Intereconomía decidió encargar una nueva imagen corporativa para una nueva temporada. Este logotipo resalta "inter" en letras grandes, aunque mantiene "economía", en lugar de retirarlo como se esperaba.
Continuando con los rumores de venta de su participación al Real Madrid, La Caixa, uno de los principales acreedores de la sociedad, exigió que el montante total que se obtuviera por la venta sirviera para liquidar deuda, una imposición que contrastaba con la intención de los gestores, que pasaba por destinar una parte a reducir el saldo pendiente y otra a atender el día a día de la empresa. La operación estaba tasada en el entorno de los 20 millones de euros.
Por su parte, en la reunión convocada en enero por el Comité con los trabajadores de Intereconomía, se les anunció que, de los 125 profesionales que quedaban en la empresa, un mínimo de 100 se vería afectado por el ERE que la Dirección planteó ante sus representantes sindicales. No obstante, por otro lado, contrataron, y sí pagaron, a una Empresa de Trabajo Temporal para mantener las emisiones.
Después de que las grandes empresas también dieran la espalda a Ariza y exigieran el pago de sus créditos a Intereconomía, el 13 de febrero de 2014, después de la emisión del programa El gato al agua, Intereconomía sufrió un fundido a negro en su señal nacional de TDT. A continuación, se emitió un bucle donde se destaca un rótulo, en el que decía: "Próximamente nueva programación". Todo apuntaba a que las deudas millonarias que tenía el canal con la Sociedad Gestora de Televisión Net TV (la empresa en la que participaba para emitir su señal en la TDT a nivel nacional) fueron una de las causas por las que este cortó la señal del canal. En una nota de prensa, Intereconomía explicó de forma muy distinta a la verdadera realidad que se decidió "suspender las emisiones en abierto dentro del marco de negociación con el Grupo Vocento", cuando se creía que no hubo ningún acuerdo sino que Vocento (propietario de un 55% de la Sociedad Gestora de Televisión Net TV) fue quien decidió cortar la señal sin negociación ni nada. El slot que ocupaba esta cadena en TDT fue ocupado por La Tienda en Casa desde el 14 de febrero de 2014.
Al final, Luis Sans confirmó el cese de emisiones de Intereconomía en abierto a nivel nacional. Aun así, desde el lunes 17 de febrero de 2014, la cadena pasó a emitirse a través de sus licencias en Abierto en la Comunidad de Madrid en Móstoles, Fuenlabrada, Pozuelo de Alarcón y Madrid, en las Islas Baleares y en el municipio Sagunto en (Valencia), y a través de las plataformas de pago como Movistar TV (actualmente Movistar+), ONO (actualmente Vodafone TV), Orange TV, Telecable, Euskaltel y R.
El 6 de mayo de 2014, cerró la frecuencia a través de la que emitía Intereconomía y, más tarde, La Tienda en Casa. Este cierre se debió a la sentencia del Tribunal Supremo de Justicia, la cual anuló las concesiones de emisión TDT para nueve canales, por haber sido otorgadas sin el preceptivo concurso público que rige la Ley General de Comunicación Audiovisual. Por este motivo, Intereconomía no fue sustituida por ningún otro canal.
El día 28 de abril de 2016, aparece en la TDT local de Madrid Business TV en el mismo MUX que Intereconomía TV.
El 14 de marzo de 2019, Intereconomía TV cambió su denominación por la de El Toro TV.
Actualmente, El Toro TV puede verse en canales locales de la TDT de Madrid y Sagunto (Valencia) a través de la marca El Toro TV y en diversas demarcaciones de Región de Murcia a través de la marca Canal 8 Murcia y en plataformas de televisión de pago y gratis a través de internet.

## Programación
Los principales programas de producción propia que emite El Toro TV actualmente son:
- El gato al agua
- Más se perdió en Cuba
- Noticias El Toro TV
- La redacción abierta
- Ellos sí pudieron
- Pulso económico
- Tiempos modernos

## Línea editorial
La emisora de televisión al igual que su grupo se definen ideológicamente como un grupo multimedia defensor de los valores occidentales[cita requerida] y los valores tradicionales de la sociedad española. En lo económico se considera liberal, y de postura conservadora en temas sociales como el aborto, la familia tradicional "fundada en la unión matrimonial entre el varón y la mujer", la identificación con las "raíces cristianas de la civilización" y la "unidad de España".
En este sentido, el grupo Intereconomía está adherido a un manifiesto por una moratoria internacional del aborto, y emite dentro de su programación espacios publicitarios en contra de la unión matrimonial de los homosexuales. A causa de uno de dichos anuncios —en el que se distinguía entre gente "normal" y gais— el Ministerio de Industria multó al canal con 100.000 €, ya que, según la ley española, la publicidad no puede atentar contra la dignidad de las personas o sus convicciones religiosas o políticas ni discriminarlas por motivos de nacimiento, raza, sexo, religión, nacionalidad u opinión. La Audiencia Nacional anuló posteriormente la multa del Ministerio de Industria.
Xavier Horcajo, presentador y colaborador de algunos programas del canal, definió la línea editorial de la cadena así:

Dirigida a un público de centro-derecha que está muy cabreado con la corrupción y que tiene una vinculación socio-cultural y emocional con una España católica. Por ejemplo, nosotros hemos sido muy claros a la hora de combatir el negocio del aborto, su práctica clandestina, etc. (...)

## Ideología El Toro TV
En sus inicios apoyaron al partido político Alternativa Española principalmente, actualmente apoyan al partido político VOX principalmente.
En la actualidad fuera de España apoyan a los partidos político integrados y socios regionales en Partido de los Conservadores y Reformistas Europeos principalmente.

### Acusaciones de extrema derecha
Aunque el canal nunca se ha considerado extremista, según distintos sectores del periodismo y de los medios de comunicación se ha criticado que el grupo de comunicación, comentarios en el canal, y su línea editorial proceden del sector político de la ultraderecha,
También se señaló a Intereconomía como "extremismo ideológico" o de extrema derecha desde la izquierda política española.
Desde la derecha, tanto el director del diario conservador La Razón, Francisco Marhuenda, como Enric Sopena tacharon a Intereconomía de “grupo infecto de ultraderecha”
Uno de sus contertulios fue Fernando Paz, líder de Vox en Albacete, a quien niega el Holocausto y ha declarado ser homófobo. Por esas declaraciones fue finalmente expulsado del Partido Político de ultraderecha.

### Acusaciones de franquismo
Medios y personalidades adjetivan al canal de "franquista". Son frecuentes sus homenajes al franquismo, como por ejemplo cuando el 12 de octubre de 2012 se difundió la emisión de cine de propaganda del régimen en homenaje a los españoles que combatieron en la División Azul.

## Migración a Trece
Desde que el grupo entró en concurso de acreedores, muchos periodistas y tertulianos fueron migrando hacia el canal Trece (por aquel entonces conocido como 13 TV), propiedad de la Conferencia Episcopal Española.

## Eslóganes
- Más y mejor
- Por la libertad
- Más libre
- Nuestro partido eres tú
- Más información, más directo

## Controversias

### Litigio entre Canal+ e Intereconomía Televisión
En septiembre de 2007, el canal de televisión de pago Canal+ (entonces Digital+) de Sogecable, empresa del Grupo Prisa, anunció al Grupo Intereconomía la intención de no renovar el contrato que permitía la emisión de Intereconomía Televisión en la plataforma, lo cual llevaba al cese de emisiones por la misma. En un principio, la medida se aplicaría a partir de diciembre del mismo año, pero Intereconomía recurrió la decisión de Sogecable ante los tribunales alegando un "incumplimiento del contrato" y "dominio" por parte de la propietaria de la antigua Digital+.

El juzgado número 4 de lo mercantil de Madrid falló a favor de Grupo Intereconomía, afirmando en el auto de la sentencia que la decisión "era un abuso de posición de dominio en la plataforma de satélite", por lo que el canal continuó sus emisiones. 

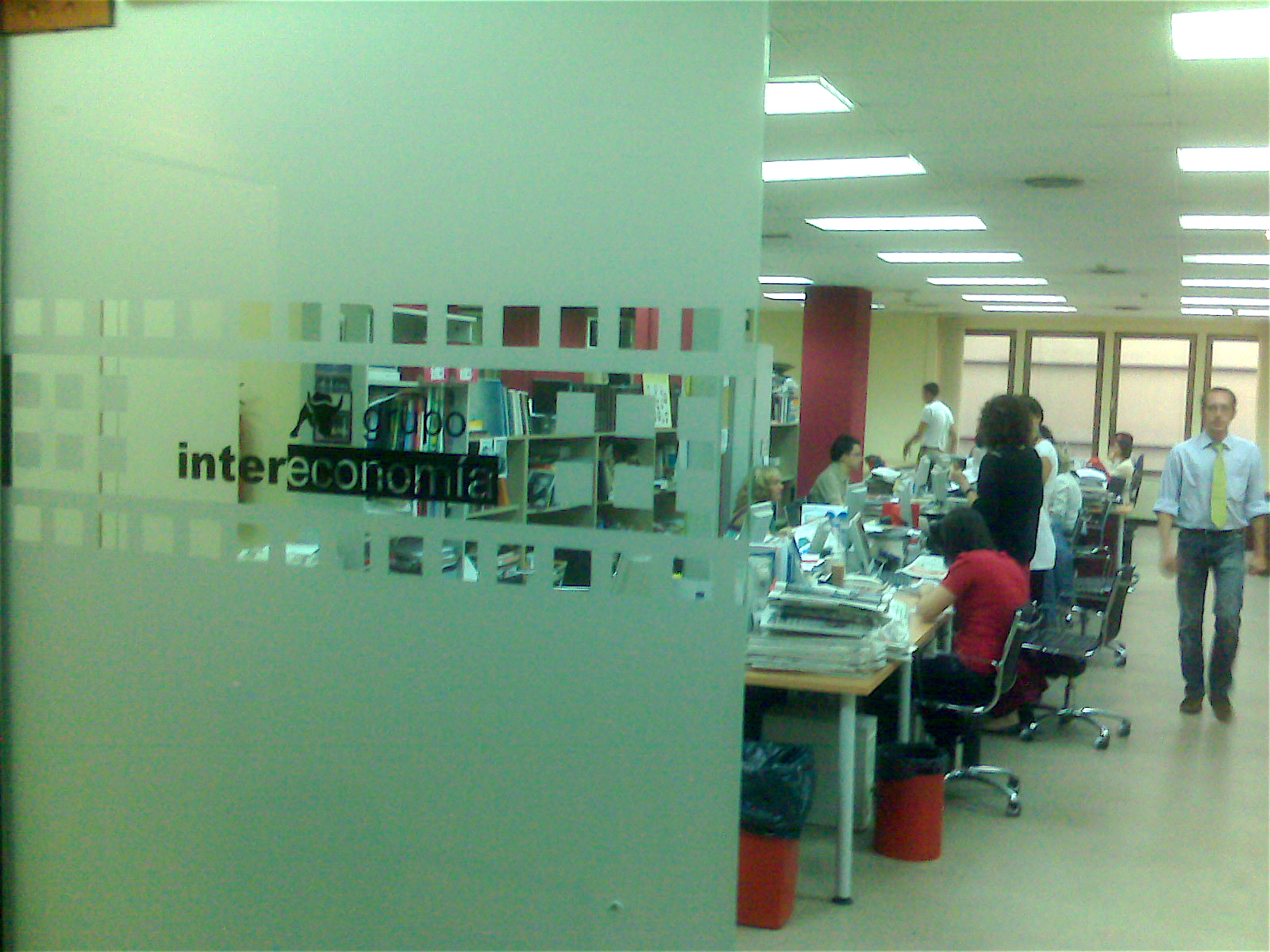
Sala de redacción del Grupo Intereconomía.

Prisa TV recurrió la sentencia, alegando que el contrato había expirado. Finalmente, la Comisión Nacional de la Competencia dio la razón a Sogecable y rechazó la denuncia de Intereconomía Televisión, ya que la cadena tiene en la actualidad asegurada cobertura suficiente al emitirse en TDT para todo el país tras la extensión de esta plataforma, y en los principales operadores de televisión cable; y afirmaba que Canal+ (Digital+) no poseía una posición de dominio al respecto al ser la cobertura del canal bursátil bastante más grande que la de la plataforma satelital. El canal desapareció de la plataforma en septiembre de 2008.
A pesar de ello, Intereconomía TV acabó formando parte de la plataforma Canal+ durante su paso por la TDT.[cita requerida]

### Veto del Barça a Punto Pelota
Otra polémica de la cadena tuvo lugar cuando el Fútbol Club Barcelona decidió vetar al programa Punto Pelota, prohibiéndoles el acceso a sus instalaciones, acusándoles de vulnerar el código deontológico periodístico por realizar una serie de entrevistas en las que utilizaron como 'periodista improvisado' al presidente de L'Hospitalet, Miguel García.
A través del comunicado, el club suspendió la utilización de las acreditaciones de prensa a los periodistas de la cadena 'hasta que fuera resarcido el perjuicio a su imagen con unas disculpas públicas y se asegure por escrito que estas prácticas no se volverán a repetir'.
Fueron muchos los medios de comunicación que se hicieron eco de estas informaciones hasta que finalmente, Clemente levantó el veto a los reporteros de Punto Pelota respondiendo a sus preguntas durante una rueda de prensa.

### Resintonización del canal en TDT durante el Gobierno socialista
En marzo de 2011, a pocas semanas de las elecciones autonómicas, el Gobierno de Zapatero decidió llevar a cabo una resintonización de canales de televisión.
Fueron muchas las voces críticas con esta decisión, puesto que, la audiencia media de la cadena son personas mayores, y la dificultad de volver a instalar el receptor TDT para coger la señal y resintonizar el canal insinuaba que podría ser una treta del Gobierno para silenciar a canales de televisión críticos.[cita requerida]
Tanto fue así, que la audiencia de Intereconomía Televisión se desplomó ese mes, llegando a reducirse en un 20% su cuota de pantalla la noche del apagón, del 1 al 2 de junio, según el director general de la cadena en ese momento, Marcial Cuquerella.

### Polémica entre Xavier Horcajo y El Gran Wyoming
En enero de 2009, Horcajo presentó en su programa Más se perdió en Cuba un vídeo grabado con cámara oculta de los ensayos del programa El Intermedio de La Sexta, donde El Gran Wyoming abroncaba con malos modos a una supuesta becaria por interrumpirle durante unos ensayos. Dicho vídeo fue enviado a través de correo electrónico por una fuente anónima. Días después de su emisión, un usuario de YouTube subió el fragmento del programa donde se presentó el vídeo, con el título "Wyoming se luce". La polémica llamó la atención de más de 200.000 usuarios que lo vieron durante el fin de semana que permaneció en línea.
El lunes siguiente El Intermedio dedicó el programa a comentar el polémico video, y en los últimos minutos del espacio Wyoming desveló que todo era un montaje urdido con el fin de dejar en evidencia las prácticas informativas del canal, afirmando que dicho medio no contrastaba sus informaciones. La supuesta becaria era en realidad una de las trabajadoras fijas del programa. En el programa de ese día se desveló el vídeo completo, grabado desde diferentes tomas (incluyendo la grabación original que enviaron a Intereconomía), y que concluye con la misma becaria mostrando un cartel que rezaba Os la hemos colado.
La actuación periodística de Intereconomía fue cuestionada, mientras que la Asociación de Prensa de Madrid criticó a ambas partes. Horcajo afirmó en El gato al agua, que la actuación de Wyoming era en su opinión un engaño que constituía un "delito". Alegó que el video no estaba cortado y parecía real, y afirmó que al parecerle delito "uno no se para a pensar si es una mentira o no". En una entrevista concedida a un medio de internet, Wyoming desveló que la idea de hacer un montaje se le ocurrió en respuesta a los comentarios del director de Intereconomia Televisión, que en uno de los programas de Más se perdió en Cuba sugirió que su compañera era una "prostituta" tras comentar uno de sus sketches de El Intermedio.

### Polémica por insultos por parte de un colaborador a la consejera de Sanidad de Cataluña
En junio de 2010, un contertulio de Intereconomía, Eduardo García Serrano, profirió varios insultos contra la consejera de Sanidad en Cataluña, Marina Geli:

"Esta señora es una guarra". "Una puerca y está fabricando degenerados". "Esta tipa es una zorra repugnante".

Mientras profiere los insultos, se llegan a escuchar risas. El moderador del debate, Antonio Jiménez, no pide en ningún momento que se retracte. El motivo de la incontinencia verbal es una campaña de educación sexual que escandalizó a los medios de comunicación más conservadores.
Este incidente en un medio de comunicación nacional privado español, tuvo tal repercusión que llegó hasta el Congreso de los Diputados de España, y hasta la ministra de Igualdad, Bibiana Aído, a petición de IU, ICV y ERC y con la oposición del PP, tuvo que comparecer en la comisión correspondiente de la Cámara Baja para visionar, valorar y sancionar al canal por los insultos vertidos. La ministra Aído destacó la "condena unánime de todos los grupos parlamentarios", aunque se habían opuesto a la condena los grupos políticos no de izquierdas.
La Consejería de Sanidad de Cataluña interpuso una "querella criminal" por injurias. Marina Geli dijo que "Perdono al tertuliano pero nos veremos en los juzgados". El PSC informó que no iría más a Intereconomía si no rectificaba los insultos a Geli.
La Asociación de la Prensa de Madrid consideró "de juzgado de guardia" los insultos en Intereconomía. Su presidente, el periodista Fernando González Urbaneja (autor de libros como "Ética en la empresa informativa", y articulista en medios de distinta línea editorial), opinó que el caso le parece "lamentable, decepcionante... y, sobre todo, querellable".
Asimismo, la cadena retiró el vídeo donde el tertuliano insultaba a la consejera. García Serrano pidió perdón en la misma cadena de televisión, añadiendo:

"Soy hombre y católico, y por eso pido perdón. Yo sé que las palabras que pronuncié son imperdonables".

En enero de 2014, un juzgado de lo penal de Madrid condenaba a la cadena y al periodista a indemnizar solidariamente a Geli con 18 000 euros por la comisión de un delito de «injurias graves con publicidad».

## Premios
En 2013, los servicios informativos de fin de semana del canal recibieron una Antena de oro.

## Dónde verse

### Televisión
- El Toro TV (diferentes provincias TDT, a nivel nacional plataformas). Canales de TDT donde ver El Toro TV
  - Sevilla – Canal 33
  - Almería – Canal 28
  - Valencia – Canal 23
  - Murcia – Canal 8
  - Guadalajara – Alcarria TV (solo en horario de 21.45 a 00:00)
  - Elche – Canal 33
  - Alicante – Canal 30
  - Comunidad de Madrid – Multiplex 33
  - Huesca Canal 43 TDT Huesca

- Además, en las plataformas digitales -en todo el territorio nacional- Movistar TV (canal 124), Vodafone / ONO (canal 201), Orange (canal 84), Euskaltel (canal 981), Telecable (canal 68) y R.Galicia (canal 91), y a través de Internet en www.eltorotv.com.[75] [76]
- Estos programas: Mañanas en libertad, Dando Caña, Pulso Económico, La Redacción Abierta, El Gato al Agua, Más se perdió en Cuba, Ciudadano Cake, España en la Memoria, se emite en:
  - Aragón (La General),
  - Galicia (Telemiño, Santiago TV y Ermes TV),
  - Guadalajara (Alcarria TV),
  - Región de Murcia (Canal 8 Murcia).[75] [76]

### Radio
- Estos programas: Mañanas en libertad, Dando Caña, Pulso Económico, La Redacción Abierta, El Gato al Agua, Más se perdió en Cuba se emite en:
  - Radio Libertad (España)[77]
    - Radio Libertad frecuencias:
    - Madrid, 107.0 FM
    - Palma Mallorca, 89.8 FM
    - Murcia, 93.9 FM
    - Valladolid, 107.0 FM
    - Almería: 105.0 FM
    - Jaén: 95.3 FM
    - Las Palmas de Gran Canaria: 100.1 FM
    - Málaga: 106.4 FM
    - Marbella: 99.3 FM
    - Santa Cruz de Tenerife: 94.6 FM[78] [79]